# Iwa Wanja

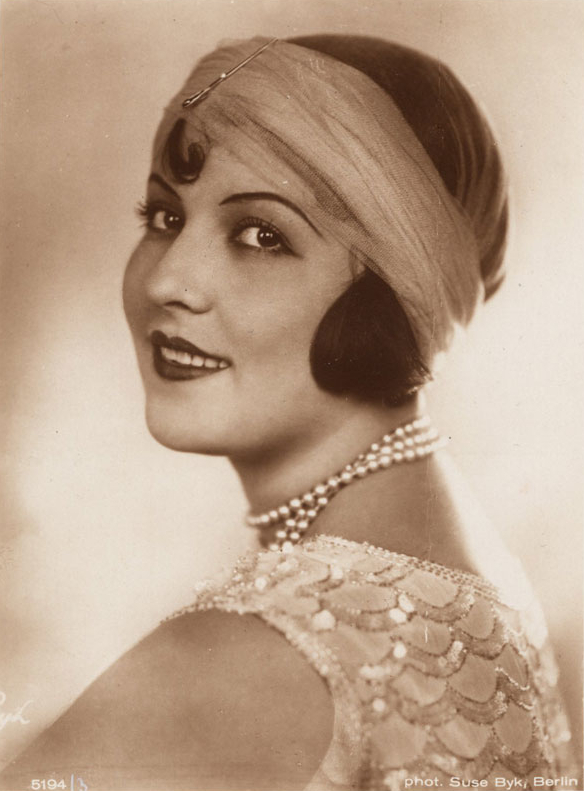
Iwa Wanja auf einer Fotografie von Suse Byk

Iwa Wanja (* 10. Oktober 1905 in Karnobat; † 26. Juni 1991 in Berlin; eigentlich Iwanka Janakiewa) war eine in Bulgarien geborene Sängerin, Schauspielerin und Drehbuchautorin.

## Leben
Sie lebte ab 1922 in Berlin, wo sie eine Gesangs- und Stimmausbildung erhielt und bald an verschiedenen Bühnen auftrat. Unter ihrem Künstlernamen Iwa Wanja spielte sie seit 1925 in einigen Stummfilmen mit. In den 1930er Jahren war sie gelegentlich in einigen Tonfilmen als Nebendarstellerin zu sehen. Parallel dazu nahm sie (Film-)Schlager auf Schellackplatten auf.
Da sie vom Film kaum noch Angebote erhielt, widmete sie sich wieder mehr der Bühne, wo sie in Operetten wie Viktoria und ihr Husar und Das Veilchen vom Montmartre zu sehen war. Daneben machte sie sich einen Namen als Turnierreiterin.
1941 lernte sie den Musiker und Komponisten Norbert Schultze („Lili Marleen“) kennen, den sie 1943 heiratete. Aus der Ehe gingen sechs Kinder hervor, unter ihnen der Musiker Kristian Schultze. Von 1945 bis 1951 lebte die Familie in der Villa Vida in Bad Sachsa.
Nach dem Zweiten Weltkrieg hatte Wanja ein kurzes Filmcomeback. Sie verlagerte ihre Aktivitäten jedoch auf das Schreiben von Drehbüchern und Libretti. So verfasste sie u. a. die Szenarien für den Spielfilm Jede Nacht in einem anderen Bett und zur Serie Jedermannstraße 11.

## Filmografie
- 1925: Luxusweibchen
- 1926: Ich hatt' einen Kameraden
- 1926: Kreuzzug des Weibes
- 1926: Die Abenteuer eines Zehnmarkscheines
- 1926: Gern hab’ ich die Frauen geküßt
- 1926: Die sieben Töchter der Frau Gyurkovics
- 1927: Der Sieg der Jugend
- 1927: Das Fürstenkind
- 1927: Das Heiratsnest
- 1927: Alpenglühen
- 1927: Die große Pause
- 1927: Wochenendzauber
- 1928: Mädchen, hütet Euch!
- 1928: Der Präsident
- 1928: Polnische Wirtschaft
- 1928: Das Spiel mit der Liebe
- 1928: Das Haus ohne Männer
- 1928: Aus dem Tagebuch eines Junggesellen
- 1929: Liebe im Schnee
- 1929: Das Recht der Ungeborenen
- 1929: Drei machen ihr Glück
- 1929: Der Boxstudent
- 1930: Der keusche Josef
- 1931: Der Zinker
- 1936: Das Hofkonzert
- 1937: Zu neuen Ufern
- 1938: Urlaub auf Ehrenwort
- 1939: War es der im 3. Stock?
- 1950: Es kommt ein Tag
- 1953: Käpt’n Bay-Bay (nur Mitautorin)
- 1954: Ein Leben für Do
- 1957: Jede Nacht in einem anderen Bett (nur Mitautorin)
- 1962–1965: Jedermannstraße 11 (Fernsehserie, 25 Folgen) (nur Mitautorin)
- 1964: Ganz harmlos fing es an (TV) (nur Autorin)
- 1965: Peter III. (TV) (Mitautorin & Darstellerin)
- 1968: Till, der Junge von nebenan (Fernsehserie, Folge: Mutter macht Ferien) (nur Mitautorin)

## Diskografie (Auswahl)
- Wo ist dein Herz. 1939 (Theo Mackeben)
- Irgendwo in weiter Ferne (Harald Böhmelt)